# Lightner Witmer

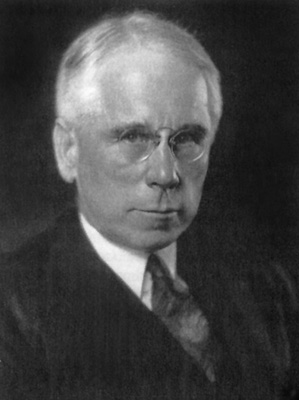
Lightner Witmer

Lightner Witmer (* 28. Juni 1867 in Philadelphia; † 19. Juli 1956 in Bryn Mawr, Pennsylvania) war ein US-amerikanischer Psychologe und einer der Pioniere der Schulpsychologie. 1896 gründete er die erste „psychologische Klinik“ in den USA. Er prägte den Begriff „klinische Psychologie“.

## Familie und Ausbildung
Sein Geburtsname war David L. Witmer Jr., aber im Alter von 50 änderte er seinen Namen in Lightner. Seine Eltern waren David Lightner, ein Apotheker, der 1862 vom Philadelphia College graduierte und seine Mutter Katherine, geb. Huchel. Die Familie war katholischen Glaubens. Lightner Witmer war der Älteste von vier Kindern, gefolgt von Albert Ferree, Lilly Evelyn und Paul DeLancey. Bis 1905 hatte alle seine Geschwister ebenfalls einen Doktortitel erlangt, Feree in Physiologie von der Universität Pennsylvania (er arbeitete später auch an Lightners Klinik), seine Schwester in Bakteriologie von Berlin und DeLancey in Pharmazie, wie der Vater. Es war vermutlich nicht leicht für die Eltern, allen Kindern eine akademische Ausbildung zu geben.
1880 besuchten Lightner Witmer und sein Bruder Ferree die renommierte Prep School „Episcopal Academy of Philadelphia“, eine der besten Schulen Amerikas in der damaligen Zeit, die er mit 17 Jahren und besten Noten verließ. 1884 schrieb er sich an die University of Pennsylvania ein, um Kunst zu studieren, wechselte dann jedoch sein Studienfach zu Wirtschaft und Finanzen. Er erhielt mit 1888 Jahren seinen B.A. Abschluss. Beinahe hätte er weiter gemacht mit einem Studium der Politik. Im Herbst 1888 erhielt er ein Angebot als Lehrer von der Rugby Academy, einer Mittelschule für Jungen, wo er Geschichte und Englisch unterrichtete. Im folgenden Jahr 1889 entschied er sich, die Graduierten Schule an der Universität von Pennsylvania zu besuchen mit der Absicht, in Teilzeit Jura zu studieren und dabei weiter zu unterrichten.

## An der Universität von Pennsylvania mit Cattell
Es war George Stuart Fullerton 1888 gelungen, James McKeen Cattell nach Philadelphia zu bringen und dieser wurde der erste Professor für Psychologie der USA an der University of Pennsylvania. Zu dieser Zeit war Cattell als einer der am besten ausgebildeten Psychologen auf der Welt bekannt, der als erster Ausländer unter Wilhelm Maximilian Wundt in Leipzig seine Doktorarbeit geschrieben hatte. Witmer wurde von George Fullerton gefragt, ob er Cattells Assistent werden wolle und Witmer nahm das großzügige Angebot schließlich an. Er entschied sich, seine Lehrerstelle an der Rugby Academy aufzugeben, um die Graduierten-Schule als Vollzeit Student zu besuchen.
Cattell errichtete ein psychologisches Versuchslaborator an der PENN und entwickelte eine Reihe von Tests. Wittmers Hauptaufgabe im Labor bestand darin, Daten zu sammeln über die unterschiedlichen individuellen Reaktionszeiten. Hierbei erwarb er soviel Wissen auf dem Gebiet der psychologischen Experimente, dass er sogar ein Buch darüber veröffentlichte. Witmer beabsichtigte, seinen Doktor unter Cattells Aufsicht zu machen. Dieser folgte jedoch 1891 plötzlich einer Berufung an die Columbia-Universität in New York und ließ sein Labor und seine Studenten zurück. Neben Catell gab es damals keinen anderen Psychologen, der Witmer und seine drei Studienkollegen an der Penn Universität hätte unterrichten können. Cattell setzte sich aber wenigstens dafür ein, dass Witmer eine Stelle als Wundts Assistent in Leipzig erhielt. So reiste er also 1891 nach Deutschland.

### In Deutschland
In Leipzig besuchte Witmer auch Vorlesungen von Oswald Külpe und Ludwig von Strümpell. Es gibt keine Aufzeichnungen oder Korrespondenz von Witmer über seinen Aufenthalt. Bekannt is lediglich, dass Witmer seine unter Cattell begonnenen Aufzeichnung über Reaktionszeiten fortsetzen wollte und Wundt darauf bestand, dass sie gemeinsam den ästhetischen Wert von verschiedenen sichtbaren Formen und andere Zweige der Psychologie untersuchen sollten, wie erzieherische Psychologie und Entwicklungspsychologie. Natürlich akzeptierte Witmer Wundts Vorschläge. Witmer untersuchte den ästhetischen Wert der unterschiedlichen Bildformen. Er verwendete 14 Objekte und bat die Teilnehmer zu beurteilen, welche Formen sehr ansprechend waren. Witmers Dissertation “On the Experimental Aesthetics of Simple Spatial Relationships of Form,” ("Über die experimentelle Ästhetik der einfachen räumlichen Beziehungen der Form") wurde in Wundts Zeitschrift "Philosophische Studien" veröffentlicht. Witmer schrieb auch eine ausführliche Zusammenfassung über seine Forschungsergebnisse in Englisch. Diese Zusammenfassung wurde in der amerikanischen Zeitschrift Psychological Review publiziert. Witmer bestand mit "magna cum laude" und erhielt sein Doktor-Diplom jedoch erst am 29. März 1893 von Wundt. Außerdem hatte er den Titel “Magister”.
Witmer war einer der vielen amerikanischen Psychologen, die während ihrer prägenden Jahre unter Wundt studierten. Diese Erfahrung war nicht glücklich. Witmer beschrieb später selbst, dass er "angewidert" war von Wundts Beharren, dass die Schüler Experimente so oft wiederholen mussten, bis die von Wundt erwarteten Ergebnisse herauskamen.

## Rückkehr an die University of Pennsylvania
Im Herbst 1892 kehrte Witmer als Dozent für experimentelle Psychologie an die University of Pennsylvania zurück. Gleichzeitig wurde er Leiter des The Laboratory of Psychology" und trat damit in die Fußstapfen von seinem Lehrer James McKeen Cattell. Er interessierte sich für Kinder-Psychologie und unterrichtete einige verschiedenen Kurse.

### Die erste psychologische Klinik
Witmer eröffnete die erste psychologische Klinik 1896 an der University of Pennsylvania, mit der Absicht, Kinder zu beobachten, die entweder Lernschwächen oder Verhaltsauffälligkeiten zeigten. Seine Haupt-Teilnehmer besuchten öffentliche Schulen in Philadelphia und Umgebung und wurden entweder von ihren Eltern oder Lehrern in die Klinik gebracht. Witmers psychologische Klinik wurde von vielen begrüßt, weil sie die Psychologie als Mittel anwandte, um den Kindern zu helfen, die Schulprobleme hatten. Hier hatte es Witmer regelmäßig zu tun mit Sprachproblemen, Schlafstörungen, Verhaltensstörungen, Hyperaktivität, Schulverweigerung usw. Jedes Kind wurde beim Eintreffen komplett untersucht auf Geist und Körper, was oftmals gleich psychologische Symptome ausschloss. Seine Methode, Kinder mit psychischen Problemen zu helfen, beinhaltete, die Information auf ein Niveau herabzusetzen, das die Kinder verstehen konnten. Er fokussierte sich auf bestimmte Probleme und arbeitete mit dem Kind auf diesem Gebiet, wobei er oftmals mehrere Gebiete sofort verbessern konnte.
Während der 1920er Jahre sah die Klinik fast 600 Fälle pro Monat.
Die Klinik gilt als Vorbild der späteren Child Guidance Clinics.

### Seine Zeitschriften
1897 gründete Witmer die Zeitschrift „Clinical Psychology“ und die Erstausgabe erregte viel Aufmerksamkeit, weil die Zeitschrift die Studien von Kindern individuell behandelte. In seinem Artikel stellte Witmer seine Idee vor, dass alle Arten von Kindern (klug oder geistig behindert) ihr volles Potential mit Hilfe erreichen könnten. Er gebrauchte für die Definition von geistiger Behinderung zwei unterschiedliche Bezeichnungen "physiological retardation" für Kinder, die keine normale Entwicklung erwarben entsprechend ihrem Alter sowie "pedagogical retardation" bezogen auf Kinder, die ihre vollständigen Kapazitäten nicht bis zum Jugendalter erreichten.
Mit einem $ 10.000 Zuschuss von einem wohlhabenden Gönner, veröffentlichte  Witmer die erste Ausgabe seines Journals 'The Psychological Clinic'. Diese Zeitschrift wird als die erste wissenschaftliche Zeitschrift in der Psychologie betrachtet. Mit Witmers Artikel "Klinische Psychologie" führte diese den neuen Begriff in der ersten Ausgabe der Zeitschrift ein. Der Artikel beschrieb seine Arbeit der letzten zehn Jahren. Er erklärte auch, warum der Begriff  "Psychologe" gebraucht wurde und warum Psychologie sowohl in die Forschung als auch in die Praxis gehören müssen. In dieser Ausgabe kritisierte er auch einige Kollegen und ihre Abteilungen, weil sie seine Ideen abgelehnt hatten, die er für die "American Psychological Association" vorgeschlagen hatte.
In einer der Ausgaben von 1908 kritisierte er William James für dessen unwissenschaftliches Verhalten und nannte ihn „Das verwöhnte Kind der amerikanischen Psychologie“.  Zweifellos verteidigte Witmer seine eigenen Ideen und Vorstellungen, obwohl er sich nicht um andere psychologischen Ansichten nicht kümmerte. Dieses Verhalten Witmers und andere Unstimmigkeiten verursachten den Verlust der Freundschaft von vielen seiner Kollegen, die sich entschieden, an Witmers Treffen nicht mehr teilzunehmen. Die letzte Ausgabe der "The Psychological Clinic" erschien 1935 als Witmers berufliche Karriere schon auf dem absteigenden Ast war.
Lightner Witmer erlag einem Herzversagen und starb in einem Krankenhaus in Bryn Mawr, Pennsylvania am 19. Juli 1956.

## Mitgliedschaften
1897 wurde er zum Mitglied der American Philosophical Society gewählt.

## Veröffentlichungen
- “The Association Value of Three-Place Consonant Syllables.” Journal of Genetic Psychology 47 (1935): 337–360.
- “Are We Educating the Rising Generation?” Education Review. 37 (1909): 456–467.
- “Children with mental Defects Distinguished from Mentally Defective Children.” Psychological Clinic. 7 (1913): 173–181.
- “Clinical Psychology.” Psychological Clinic. 1 (1907): 1–9.
- The Psychological Clinic, Vol. I  1907-1908 published in: The Psychological Clinic Press, Philadelphia
- “Courses in Psychology for Normal Schools.” Education Review 13 (1897): 45–57, 146–162.
- “The Exceptional Child and the Training of Teachers for Exceptional Children.” School & Society. 2 (1915): 217–229.
- “Experimental Psychology and the Psych-physical Laboratory.” University Extention (1894): 230–238.
- “Intelligence—A Definition.” Psychological Clinic 14 (1922): 65–67.
- “Performance and Success: An Outline of Psychology for Diagnostic Testing and Teaching.” Psychological Clinic 12 (1919): 145–170.
- “The Problem of Educability.” Psychological Clinic 12 (1919): 174–178.
- “The raining of Very Bright Children.” Psychological Clinic 13 (1919): 88–96.
- “What Is Intelligence, and Who Has It?” Scientific Monthly 15 (1922): 57–67.